# Mağusa Türk Gücü Spor Kulübü
Mağusa Türk Gücü Spor Kulübü è una società calcistica di Cipro Nord con sede a Famagosta. I colori sociali sono il giallo e il verde. Disputa le partite interne nel Dr. Fazıl Küçük Stadı.
Fondata nel 1945, il club vanta un palmarès composto da 27 titoli vinti, che ne fanno la compagine più titolata del paese assieme al Çetinkaya Türk.

## Palmarès
- Campionato nordcipriota: 14

1968-1969, 1976-1977, 1978-1979, 1979-1980, 1981-1982, 1992-1983, 2005-2006, 2015-2016, 2017-2018, 2018-2019, 2019-2020, 2021-2022, 2022-2023, 2023-2024, 2024-2025
- Kıbrıs Kupası: 7

1960-1961, 1976-1977, 1978-1979, 1982-1983, 1986-1987, 2018-2019, 2021-2022
- KTFF Süper Kupası: 6

1983, 1986, 2016, 2020, 2023, 2024